# Монастербойс
Монастербойс (англ. Monasterboice, ирл. Mainistir Bhuithe) — руины раннего христианского поселения в графстве Лаут на северо-востоке Республики Ирландия, севернее Дроэды. На кладбище расположены три больших кельтских креста. Является кандидатом на включение в список Всемирного наследия ЮНЕСКО в Ирландии.
Монастербойс был основан в конце V века святым Буйте (Боэций, умер около 521 года). В течение более шестисот лет, до основания Меллифонтского аббатства в 1142 году, он был значительным религиозным и научным центром, тесно связанным с Армой. В Монастербойсе проживал один из крупнейших ирландских поэтов Средневековья — Фланн Майништрех (др.‑ирл. Flann Mainistrech, ум. 1056).
В Монастербойсе сохранились руины двух церквей, построенных не ранее XIV века, и круглая башня, а также три больших креста X века. Круглая башня сильно пострадала во время пожара монастыря 1094 года, уничтожившего её интерьер. Кроме того, из-за создания культурного слоя вход в неё сейчас находится ниже поверхности земли.
Южный крест, или крест Муирдаха, был воздвигнут неким Муирдахом в X веке, как следует из надписи. Предполагается, что это Муирдах МакДомнал (Muiredach mac Domhnal), один из самых знаменитых аббатов Монастербойса. Крест имеет высоту 5,5 м и расположен в меридиональном направлении. На западной грани изображены Распятие, Христос с Петром и Павлом, Неверие Фомы и Взятие Христа под стражу; на восточной — Страшный суд, Поклонение Волхвов, Моисей, извергающий воду из скалы, Давид и Голиаф, Грехопадение и Убийство Авеля Каином. Южный крест относится к наиболее выдающимся шедеврам средневековой ирландской культуры.
Северный и Западный кресты сохранились существенно хуже Южного. Западный крест высотой 7 м существенно повреждён; некоторые барельефы неразличимы и не поддаются атрибуции. На западной стороне сохранились Распятие, Взятие Христа под стражу, Неверие Фомы, Христос с Петром и Павлом, Воскресение и Солдат у могилы Христа. На восточной стороне — Христос, идущий по водам, Симон Волхв, Геенна огненная, Голиаф, Самуил и Давид, Золотой телец, Жертвоприношение Исаака, Давид, убивающий льва.